# Templo Metodista (Uruguay)
El Templo Metodista Montevideo, es el templo central de la Iglesia Metodista de Uruguay, se ubica en el Cordón de Montevideo, sobre la calle Constituyente.

## Construcción
Su piedra fundamental se colocó a principios de siglo, siendo una obra proyectada por los arquitectos Silvestre Soldini y Celso Bassignano, con la participación de los ingenieros Luigi Andreoni y Adolfo Shaw. Finalmente, el templo de arquitectura neorrománica fue inaugurado el 30 de marzo de 1913.